# Contrada del Brolo
La Contrada del Brolo è stata una contrada di Milano appartenente al sestiere di Porta Romana.

## Confini
Il suo confine correva lungo via Paolo da Cannobio, dove confinava con la contrada della Cicogna e il sestiere di Porta Orientale, per poi proseguire lungo la Cerchia dei Navigli fino a Porta Romana medievale e corso Roma.

## Luoghi di culto
Nella contrada erano presenti la chiesa di San Giovanni in Guggirolo, nota anche come San Giovanni in Brolo, e la basilica di San Nazaro in Brolo. 

## Storia

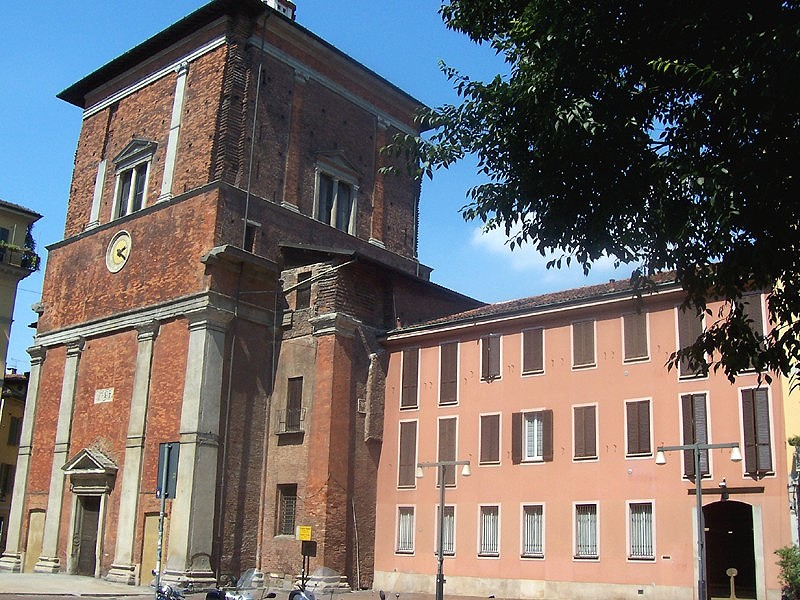
La basilica di San Nazaro in Brolo

La contrada ospitava la Ca' Granda, ovvero la sede dell'Ospedale Maggiore di Milano, che fu voluto da Francesco Sforza e che in tempi recenti è diventata la sede dell'Università degli Studi di Milano
La contrada prende il nome dal Broletto Vecchio, detto anche Brolo dell'Arcivescovo o Brolo di Sant'Ambrogio, prima sede del governo della città di cui si abbia traccia documentata, che ebbe questo ruolo durante il periodo dei comuni nel basso medioevo e che era situato nella contrada del Verzaro. Il Broletto Vecchio ha dato il nome a un ampio quartiere, parte del quale faceva parte della contrada del Brolo. Il Broletto Vecchio terminò questa funzione nel 1251, quando la sede municipale venne trasferita presso il Palazzo della Ragione, che è infatti anche conosciuto con il nome di Broletto Nuovo. Il Broletto Vecchio, in seguito ristrutturato e trasformatosi in Palazzo Reale, dava il nome a una strada, via del Brolo, alla basilica di Santo Stefano Maggiore, che è anche conosciuta come Santo Stefano in Brolo e, appunto, alla contrada del Brolo.
Della contrada faceva parte il quartiere del Bottonuto, il cui reticolato urbanistico risaliva all'antica Roma. Altri quartieri appartenenti alla contrada del Brolo degni di nota furono il Pantano, il Poslaghetto, il Montagna e il Laghetto. Sul territorio della contrada era presente in tempi antichi l'Arx Romana di Milano, ovvero il punto più alto della città, che era destinato a sede dell'acropoli. Un tempo l'attuale via Larga era denominata via del Brolo. Secondo alcuni autori, l'antica via del Brolo corrisponde alla moderna via Sant'Antonio. Via Larga, prima di assumere tale denominazione in tempi più recenti, era nota come via San Giovanni in Guggirolo.

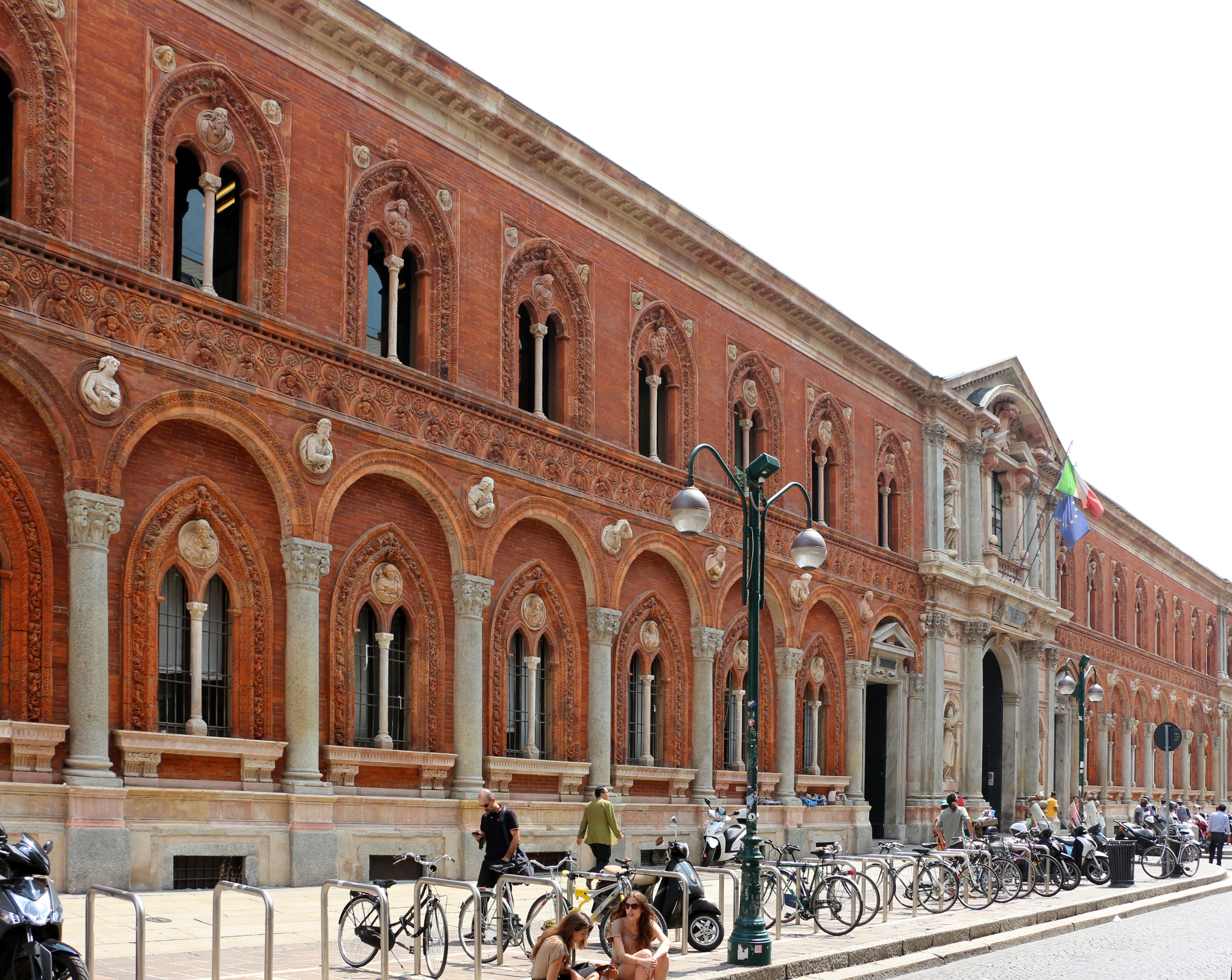
Scorcio della Ca' Granda da via Festa del Perdono

È da considerare una leggenda popolare il fatto che il nome della chiesa di San Giovanni in Guggirolo derivi dal termine dialettale milanese gügia, ovvero "ago", con un possibile richiamo alla forma appuntita del suo campanile. Ciò è poco probabile, visto che all'epoca il campanile – o la facciata – a forma di cuspide era una tipologia architettonica assai diffusa, comunanza che non spiega l'ipotetica associazione di questo nome a una chiesa specifica. Probabilmente il termine gügia si riferiva alla forma a punta del terreno dove sorgeva la chiesa, che è un'etimologia simile a quella dei già citati toponimi "Pantano", "Poslaghetto" (anticamente "Pozzolaghetto"), "Laghetto" e "Montagna", tutti descriventi le caratteristiche fisiche del luogo. Altra ipotesi vorrebbe che "Guggirolo" derivi dal termine dialettale gabucula, ovvero "pozzo", "palude", teoria anch'essa affine al ragionamento sopra accennato, che ipotizza la derivazione etimologica di "Guggirolo" dalle peculiarità del terreno. 
Sono degne di nota alcune antiche denominazioni di vie delle contrade. Un tempo via Bottonuto era nota come via Cantoncella, mentre parte di via dell'Ospedale era chiamata via Cacca di Braga. Intorno alla basilica di San Nazaro in Brolo, conosciuta in tempi paleocristiani come basilica apostolorum, erano presenti, fin dall'epoca romana, diversi edifici civili e sacri che si sono succeduti nel corso della storia.